# Пробіжнянський район
Пробіжнянський район — колишня адміністративно-територіальна одиниця у складі Тернопільської області в 1940—1959 роках. Утворений 17 січня 1940 року з трьох повних гмін Копичинецького повіту: Великі Чорнокінці, Пробіжна і Ґміна Сидорів та східної половини ґміни Копичинці. Районним центром стало село Пробіжна. В кожному селі (за винятком Заремба, віднесеного до хуторів) була утворена сільрада.

## Адміністративний поділ
- Босирівська сільська рада
  - село Босири
- Васильківська сільська рада
  - село Васильків
- Велико-Чорнокінецька сільська рада
  - село Великі Чорнокінці
- Гадинківська сільська рада
  - село Гадинківці
  - хутір Вигода
  - хутір Заремба
- Гринківська сільська рада
  - село Гринківці
- Жабинецька сільська рада
  - село Жабинці
- Зеленівська сільська рада
  - село Зелена
- Коцюбинчицька сільська рада
  - село Коцюбинчики
- Кривеньківська сільська рада
  - село Кривеньке
- Малочорнокінецька сільська рада
  - село Малі Чорнокінці
- Пробіжнянська сільська рада
  - село Пробіжна
- Сидорівська сільська рада
  - село Сидорів
- Сокиринська сільська рада
  - село Сокиринці
- Товстенська сільська рада
  - село Товстеньке
- Чорнокінецько-Волянська сільська рада
  - село Чорнокінецька Воля
- Шидлівська сільська рада
  - село Шидлівці